# Gadoufaoua
Gadoufaoua (nella lingua Tuareg: "Il luogo ove i cammelli temono di dirigersi") si trova nel deserto Ténéré del Niger (16°50′N 9°25′E), nel dipartimento amministrativo del Aderbissinat, non lungi dal corso del fiume fossile Taffassasset. È una valle desolata ed arida, nota per essere il "Cimitero dei Dinosauri", il primo sito africano identificato come fossilifero fin dal 1907, seguito qualche anno dopo, nel 1911 dall'analogo cimitero di dinosauri africano dei Letti Tendaguru, ubicato nel sud della Tanzania. Il luogo, al limitare meridionale del Ténéré, nel Sahara, è assai difficile da raggiungere, in quanto si trova lontano dalle piste carovaniere della Repubblica del Niger, è molto caldo (con temperature che sfiorano i 50 °C di giorno) ed asciutto, ed è disertato dalla popolazione locale dei Tuareg per motivi religiosi, in quanto gli scheletri fossili dei dinosauri sono ritenuti essere i "Serpenti di pietra" posti a guardia della mitica città di Anderbouka, una sorta di città fantasma e stregata che "naviga" sulle sabbie. Il sito è visitabile soltanto dietro rilascio di uno speciale lasciapassare concesso dalle autorità, essendo il giacimento fossilifero non distante dalle miniere di uranio di Arlit ed incluso dall'UNESCO tra i patrimoni dell'umanità. Questo sito è conosciuto per la grande quantità di fossili ritrovati fin dalla fine degli anni ' 60 da Cino Boccazzi e da Virgilio Boccardi. Una particolare attenzione al ritrovamento dello scheletro fossilizzato del "super coccodrillo" (Sarcosuchus imperator) ritrovato da Paul Sereno nel 1997. Questo cimitero di fossili è il secondo più importante solo dopo quello che si trova nel deserto del Gobi.

## Il cimitero dei dinosauri

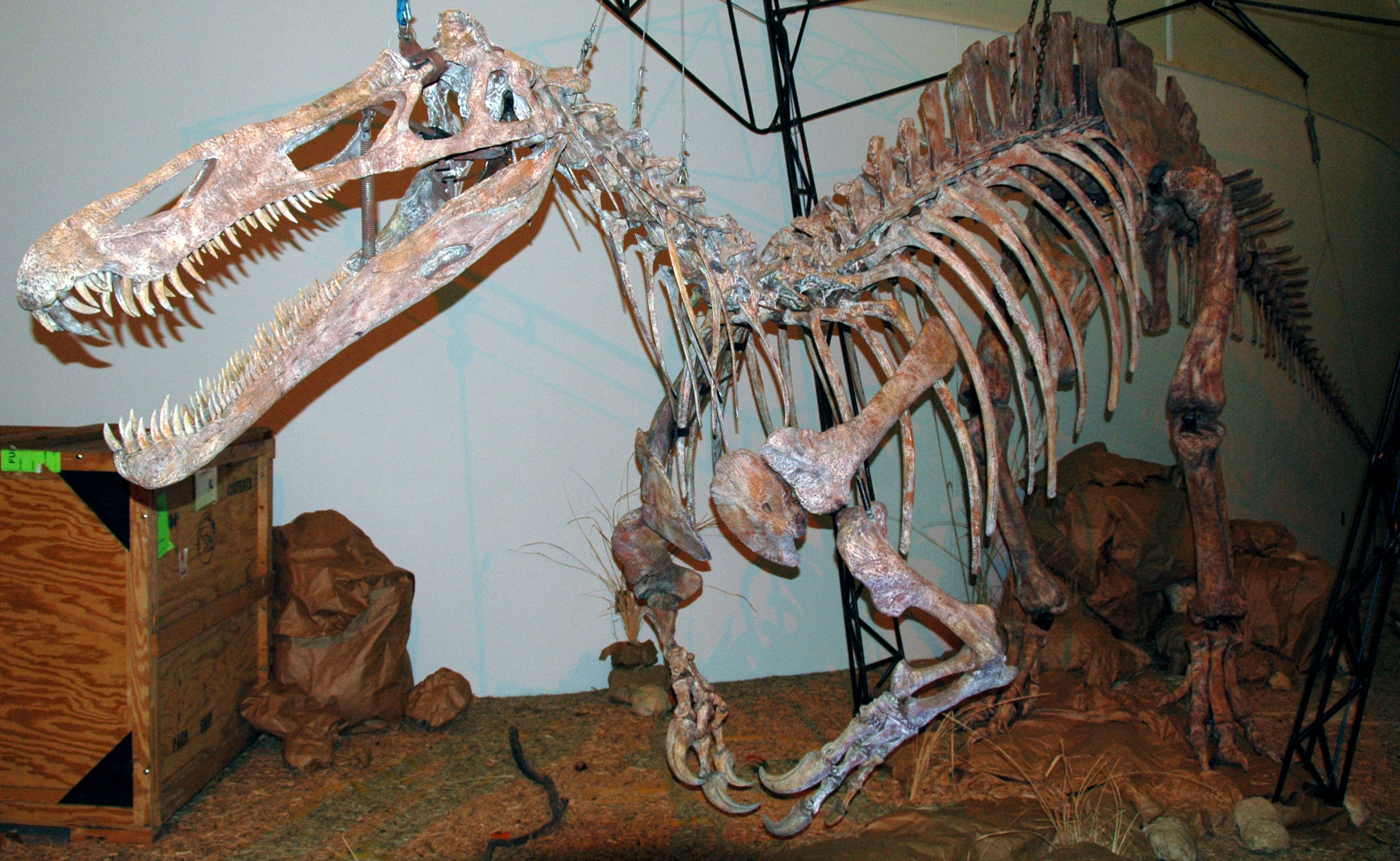
Scheletro di Suchomimus tenerensis, rinvenuto nell'area di Gadoufaoua

Oggigiorno, Gadoufaoua è una valle arida e desolata, lontana da tutti i centri abitati (la città più vicina è Agadez, a 175 km di distanza) e dalle piste più battute, ubicata a sud del Massiccio dell'Aïr, in pieno deserto del Ténéré (in lingua Tuareg "Laddove non esiste alcunché"), lunga circa 180 km e larga dai 2 ai 4 km, orientata in direzione nord - nord est / sud - sud ovest, ubicata a 170 km ad est della città di Agades, in una delle regioni più aride del pianeta, a sud - est della falesia ad arco di Tiguiditt, che costituisce il lembo più meridionale della piana di Agadès (formazione di Elrhaz). L'ambiente è desertico, a tratti sabbioso, a tratti ciottoloso, interrotto da modesti rilievi che degradano in tavolati rocciosi estesi e pianeggianti, del tutto priva di vegetazione, in cui solo pochi animali sopravvivono. Essendo l'area lontana dalle piste battute, soltanto i fuoristrada riescono a raggiungerla e soltanto le locali guide possiedono l'esperienza di sapersi orientare in assenza di qualsiasi punto di riferimento Nel periodo Cretaceo, però, quando l'intera area era popolata da numerose specie di dinosauro, tra i quali alcuni scoperti proprio in questo luogo, quali l'Ouranosaurus nigeriensis (appartenente alla famiglia degli Iguanodonti), ed il Nigersaurus nigeriensis, un sauropode, il clima era ben differente. Durante il Mesozoico, la regione dell'attuale Sahara giaceva, in base alle ricostruzioni ottenute tramite la paleolatitudine a cavallo dell'equatore.
Durante il Medio Cretaceo (circa 130 - 90 milioni d'anni or sono) l'intera area era ricoperta da una vasta foresta pluviale, come quella che oggi si trova in Amazzonia, in cui abbondavano fiumi e corsi d'acqua minori, paludi e sabbie mobili, con un tipico clima caldo- umido e frequenti precipitazioni temporalesche. Questa lussureggiante giungla ospitava, oltre ad una nutrita serie di rettili, anche mammiferi (tutti di piccola taglia) e i primi uccelli. Il giacimento fossilifero occupa quasi tutta l'estensione della piana di Gadoufaoua e risale all'Era Mesozoica, periodo Cretaceo e sottoperiodo Aptiano - Albiano. Stratigraficamente, esso appartiene alla Serie di Tègama inferiore, periodo precedente al cenomaniano. Il primo ritrovamento fossile nell'area di Gadoufaoua risale al 1907 ad opera del paleontologo francese René Chudeau, che s'era incuriosito dai racconti che i Tuareg avevano fatto alle autorità coloniali francesi (al tempo il Niger era una colonia dell'Africa Occidentale Francese circa "un luogo desolato e maledetto sorvegliato da draghi pietrificati"). La spedizione del 1924 dei paleontologi R. Furon, J. Greigert, F. Joulia, A.F. de Lapparent rintracciò tutta una serie di scheletri di dinosauri posti in posizione tale da far supporre un loro decesso avvenuto altrove e trasportati in loco dalla corrente fluviale. Nel 1954 il paleontologo H. Faure, in base alle prospezioni geologiche condotte in tutta la zona del Massiccio dell'Air, non troppo lontano da Gadoufaoua, prospettò che una parte dei dinosauri perì in una serie di vaste paludi che dovevano - a quei tempi - ricoprire buona parte del sottobosco. Le successive spedizioni del 1965 - 1966 e del 1969 - 1970 confermarono entrambe le versioni circa la morte dei rettili.